# 三木栄
三木 栄（みき さかえ、1903年7月25日 - 1992年12月20日）は、日本の医史学者。専門は朝鮮医学史。もと京城帝国大学助教授。

## 概要
大阪府堺市生まれ。九州帝国大学卒業。1932年、博士。堺市教育委員賞、日本医師会最高優功賞、日本医史学会功労賞、韓国科学史学会感謝牌賞などを受賞。

## 著書
- 三木栄『朝鮮医書誌』学術図書刊行会、1956年。
- 三木栄『朝鮮医学史及疾病史』1963年。
- 三木栄『体系・世界医学史』医歯薬出版、1972年。